# Hugo Desnoyer
Hugo Desnoyer est un boucher français, né le 16 juin 1971 à Laval (Mayenne). Il est surnommé Le boucher des stars.

## Biographie
Il passe son BEPC au collège Emmanuel de Martonne à Laval. Il part ensuite en apprentissage après avoir quitté le lycée Ambroise-Paré à 15 ans. Il essaie d'abord la mécanique, puis effectue des stages dans l'hôtellerie sans succès. Il trouve ensuite sa vocation dans la boucherie en se formant a la Chambre française d'agriculture de Laval à la suite d'un stage à la boucherie des Quatre saisons à Laval, chez Patrick Drouault. Il fait ensuite les saisons : employé à Piriac-sur-Mer, puis à Courchevel (1990-1991). Il arrive à Paris, et travaille de 1991 à 1998 dans les boucheries Tranchant, Couret, Donias et André.
En 1998, il ouvre avec sa compagne Christiane Mathieu une boutique à Paris dans le XIVe arrondissement. Il se différencie des autres par son choix des bêtes. Sa viande est remarquée par un grand chef Manuel Martinez, puis deux, puis trois. Il devient le fournisseur de grandes maisons et de tous ceux qui cherchent une viande de qualité. En 2008, il déménage et double la surface de sa boutique.
Il est nommé boucher de l'année par le guide Pudlo en 2007. Il participe en 2010 à l'émission Espoirs de l'année sur M6.

## Livres
- Un boucher tendre et saignant avec François Simon. Assouline, 80 p.
- Morceaux choisis, éditions First, 2012, 240 p.
- L'Atelier d'Hugo Desnoyer, 2013.

## Distinctions
- 2017 :  Chevalier de l'ordre national du Mérite[3]
- 2022 :  Chevalier de la Légion d'honneur[4]